# Виборчий округ 131
Виборчий округ 131 — виборчий округ в Миколаївській області. В сучасному вигляді був утворений 28 квітня 2012 постановою ЦВК №82 (до цього моменту існувала інша система виборчих округів). Окружна виборча комісія цього округу розташовується у Вознесенському міському будинку культури за адресою м. Вознесенськ, вул. Одеська, 22.
До складу округу входять міста Вознесенськ і Южноукраїнськ, а також Березанський, Веселинівський, Вознесенський, Доманівський і Єланецький райони. Виборчий округ 131 межує з округом 138 на південному заході і на заході, з округом 132 на півночі, з округом 100 на північному сході, з округом 130 на сході, з округом 127 на південному сході та обмежений узбережжям Чорного моря на півдні. Виборчий округ №131 складається з виборчих дільниць під номерами 480070-480081, 480083-480096, 480159, 480161-480221, 480245-480307, 480647-480666, 480710-480722, 480724-480727 та 480937.

## Народні депутати від округу
| Ім'я                      | Фото | Партія               | Скликання | Дата набуття повноважень | Дата припинення повноважень |
| ------------------------- | ---- | -------------------- | --------- | ------------------------ | --------------------------- |
| Гержов Юрій Іванович      |      | Партія регіонів      | 7-ме      | 12 грудня 2012           | 27 листопада 2014           |
| Лівік Олександр Петрович  |      | Блок Петра Порошенка | 8-ме      | 27 листопада 2014        | 29 серпня 2019              |
| Чорноморов Артем Олегович |      | Слуга народу         | 9-те      | 29 серпня 2019           |                             |

## Результати виборів

### Парламентські

#### 2019
Кандидати-мажоритарники:
- Чорноморов Артем Олегович (Слуга народу)
- Гасюк Анатолій Петрович (самовисування)
- Невеселий Владислав Валерійович (самовисування)
- Бондаренко Олена Анатоліївна (Опозиційний блок)
- Колесніков Валерій Вікторович (Опозиційна платформа — За життя)
- Танасов Сергій Іванович (Європейська Солідарність)
- Григорян Ерік Юрійович (самовисування)
- Кондратєнков Юрій Миколайович (Батьківщина)
- Чорноморець Іван Іванович (самовисування)
- Лівік Олександр Петрович (самовисування)
- Лавренов Данило Андрійович (самовисування)
- Красьоха Володимир Володимирович (Рух нових сил)
- Покровський Роман Леонідович (Голос)
- Вишняк Сергій Володимирович (Самопоміч)
- Андрійцев Богдан Вікторович (самовисування)
- Ярошевич Олег Андрійович (Разом сила)

#### 2014
Кандидати-мажоритарники:
- Лівік Олександр Петрович (Блок Петра Порошенка)
- Гержов Юрій Іванович (самовисування)
- Григорян Ерік Юрійович (Батьківщина)
- Ковальський Валентин Казимирович (самовисування)
- Стулін Андрій Миколайович (самовисування)
- Нехимчук Кирило Борисович (самовисування)
- Біланенко Валерій Анатолійович (Опозиційний блок)
- Чорноморець Іван Іванович (Радикальна партія)
- Карпенко Віталій Віталійович (самовисування)
- Новосадова Тетяна Петрівна (Блок лівих сил України)
- Борсук Михайло Сергійович (Правий сектор)
- Жосан Василь Петрович (Ми Українці)
- Пляка Сергій Валерійович (самовисування)
- Ольховський Сергій Анатолійович (Ліберальна партія України)

#### 2012
Кандидати-мажоритарники:
- Гержов Юрій Іванович (Партія регіонів)
- Телятник Юрій Васильович (Комуністична партія України)
- Стулін Андрій Миколайович (самовисування)
- Чупрін Сергій Анатолійович (УДАР)
- Власюк Віктор Дмитрович (Україна — Вперед!)
- Шелех Петро Валентинович (самовисування)
- Іванченко Василь Миколайович (самовисування)
- Печерський Володимир Анатолійович (Справедлива Україна)

## Явка
Явка виборців на окрузі: